# Skrbčići
Skrbčići nebo též Skrpčići je vesnice na západě chorvatského ostrova Krk. Jako ve většině přímořských chorvatských vesnic se zde nachází velké množství ubytovacích zařízení a kempů. Jsou zde 2 trajektové trasy, jedna vede na ostrov Rab, druhá vede na ostrov Cres. Podle informací z roku 2011 zde žije 146 obyvatel.  Vesnice samotná přímo přístup k moři nemá; ten má sousední vesnice Pinezići. Nachází se zde kostel svatého Františka.

## Zmínky
O této vesnici je zmínka v seriálu Comeback, má do ní jet rodina Pacovských na dovolenou.